# Norton Commander
Norton Commander (w skrócie NC lub Norton) – menedżer plików oparty na interfejsie tekstowym, będący powłoką systemową dla systemu operacyjnego MS-DOS; później dostępny również dla systemów z rodziny Microsoft Windows. Jako program do zarządzania strukturą plików i katalogów stał się pierwowzorem dla całej grupy ortodoksyjnych menedżerów plików. Napisany został przez Johna Sochę i firmowany przez Peter Norton Computing (w 1990 r. przejęty przez firmę Symantec Corporation), stąd jego nazwa.
Koncepcja działania programu oparta jest na schemacie poleceń systemu DOS:
```
polecenie
 
katalog_źródłowy\plik
 
katalog_docelowy\plik
```

i stąd pomysł podziału okna programu na dwa panele prezentujące listy plików w obu katalogach, źródłowym i docelowym – model ten zakorzenił się do tego stopnia, że nie wyrugowała go z użycia zupełnie odmienna technika zarządzania folderami i plikami stosowana w Eksploratorze Windows, będącym raczej jedną z konsol administracyjnych Windows niż menedżerem plików. Wszystkie polecenia NC wydawane są za pomocą klawiszy funkcyjnych od F1 do F10, a w późniejszych wersjach programu również za pomocą myszy i techniki przeciągnij i upuść (ang. drag and drop).
Menedżer ten miał wbudowany prosty edytor plików tekstowych i oferował ich łatwy podgląd. Można było wykorzystywać go również do uruchamiania innych programów, wówczas większość kodu Norton Commandera usuwana była z pamięci operacyjnej, zwalniając miejsce dla procesu potomnego (uruchamianego programu); pozostawał w niej jedynie niewielki, rezydentny program ładujący, odpowiedzialny za ponowne wczytanie kodu programu głównego po zakończeniu pracy procesu potomnego.
W krótkim czasie Norton Commander stał się jednym z najpopularniejszych programów w swojej klasie i wzorem do naśladowania dla konkurencji – polskim jego klonem był Foltyn Commander, jednak znacznie szerzej używanym klonem był ukraiński Volkov Commander. Na Norton Commanderze wzorowany jest również linuksowy Midnight Commander i przeznaczony dla Windows Total Commander (dawniej Windows Commander), oraz bardzo podobny do oryginału i pracujący w trybie wiersza poleceń Windows – FAR Manager (rosyjskiego autorstwa), a także CNW Commander przeznaczony dla systemu Novell NetWare.
Sam Norton Commander rozwijał się dalej i wraz z ewolucją systemów rodziny Windows wydano nie tylko jego wersję 5.51 dla DOS, ale również wersję 2.01 dla Windows w pełni wykorzystującą możliwości systemów Microsoftu. Program obsługuje długie nazwy plików i umożliwia między innymi podgląd zawartości plików w najpopularniejszych formatach (m.in. programów z pakietu Microsoft Office) i archiwizowanie dokumentów do formatu ZIP.
Od 1990 roku, po przejęciu firmy Peter Norton Computing, program był rozwijany przez Symantec Corporation aż do 1999 roku, w którym zaprzestano dalszego rozwijania programu.